# Detroit Cougars (fútbol)
Los Detroit Cougars fueron un equipo de fútbol de los Estados Unidos que jugó en la NASL, la desaparecida primera división nacional.

## Historia
Fue fundado en el año 1967 en la ciudad de Detroit, Michigan originalmente como miembro de la desaparecida United Soccer Association liderados por Jack Kent Cooke eligiendo a Detroit entre 12 ciudades, inicialmente para participar en la temporada de 1968. El club era respaldado por el Glentoran FC de Irlanda del Norte.
El club tendría su primer partido oficial el 27 de mayo de 1967 en la United Soccer Association ante el Boston Rovers de visitante, partido que terminó 1-1. Su primer partido de local fue en el desaparecido University of Detroit Stadium ante el Vancouver Royals ante más de 11,000 espectadores y terminó 1-1. El club finalizaría la temporada en cuarto lugar de la División Este con tres victorias, seis empates y tres derrotas.
En la siguiente temporada se daría la fusión de la united Soccer Association con la NPSL, y Detroit sería uno de los equipos fundadores de la NASL. Antes de iniciar la temporada, el club realizó una gira por el Caribe, donde enfrentó a equipos de Jamaica y Haití como Cavalier FC, Violette AC y Racing CH, donde consiguió ocho victorias y una derrota. Como resultado de la gira contrataron a los seleccionados nacionales de Haití Edner Breton, Claude Barthélemy y Jean-Claude Désir.
Los Cougars terminaron la temporada en último lugar de la Lakes Division con seis victorias, cuatro empates y 21 derrotas, reportando pérdidas por más de $1,000,000y el club desapareció el 23 de septiembre de 1968, el primero de 12 equipos que desaparecieron entre 1968 y 1969.

### Legado
En conmemoración del 50° aniversario de la representación del Glentoran F.C. a Detroit en la United Soccer Association, el club semiprofesional Detroit City FC anunció que enfrentaría al Glentoran en el Keyworth Stadium en un amistoso internacional; donde el City ganó por 1-0.

## Temporadas
| Temporada | Liga | G | P  | E | Pts | Temporada Regular    | Playoffs     |
| --------- | ---- | - | -- | - | --- | -------------------- | ------------ |
| 1967      | USA  | 3 | 3  | 6 | 12  | 4°, Eastern Division | Np clasificó |
| 1968      | NASL | 6 | 21 | 4 | 88  | 4°, Lakes Division   | Np clasificó |

- Fuentes:[12][13]

## Entrenadores
| - John Colrain (1967) | - Len Julians (1968) | - Andre Nagy (1968) |